# Dalasanur, Srinivaspur
Dalasanur là một làng thuộc tehsil Srinivaspur, huyện Kolar, bang Karnataka, Ấn Độ.